# No Sleep 'til Hammersmith
No Sleep ’til Hammersmith er det britiske heavy metal-band Motörheads første livealbum, som blev udgivet i juni 1981. Optagelserne var næsten udelukkende taget fra tre optrædener: Leeds, 28. marts 1981, Newcastle 29. marts og 30. marts 1981), samt "Iron Horse / Born To Lose" der blev optaget til en koncert i 1980.
Bag scenen til de to shows i Leeds og Newcastle blev bandet repræsenteret med sølv og guld albums til Ace of Spades, en sølvdisk til Overkill og en sølvdisk til "Please Don't Touch".
Livesinglen "Motorhead" blev udgivet sammen med "Over the Top," der ikke stammede fra dette album.
Bandets andet livealbum blev udpeget som broderen til No Sleep 'til Hammersmith, og fik derved tildelt navnet No Sleep at All.
Albummet er nævnt i bogen 1001 Albums You Must Hear Before You Die, (~1001 albums du må høre inden dur dør).
Albummet blev senere parodiseret af Beastie Boys på Licensed to Ill albummet med sporet "No Sleep Till Brooklyn". Strapping Young Lad gjorde nogenlunde det samme, da de gav deres livealbum titlen No Sleep 'till Bedtime.

## Spor
Alle sange er skrevet af Eddie Clarke, Lemmy og Phil Taylor medmindre andet står noteret.
1. "Ace of Spades" – 3:01
2. "Stay Clean" – 2:50
3. "Metropolis" – 3:31
4. "The Hammer" – 3:05
5. "Iron Horse/Born to Lose" (Taylor, Mick Brown, Guy Lawrence) – 3:58
6. "No Class" – 2:34 (End of Side 1 of original vinyl)
7. "Overkill" – 5:13
8. "(We Are) the Road Crew" – 3:31
9. "Capricorn" – 4:40
10. "Bomber" – 3:24
11. "Motorhead" (Lemmy) – 4:47

Sporlisten på den første CD-udgivelse (Castle CLACDCD 179) passede sammen med det originale vinyl album (ovennævnt), hvor den anden CD-genudgivelse (Essential ESMCD313, 1996) havde tilføjet tre bonusspor:
1. "Over the Top" – 3:04
2. "Capricorn" (Alternativ version) – 4:54
3. "Train Kept A-Rollin'" (Tiny Bradshaw, Howard Kay, Lois Mann) – 2:44

### Komplet udgave
En dobbelt CD "Complete Edition" (Sanctuary SMEDD 043) har været mulig at anskaffe siden 2001 i fuldkommen længde og kvalitetsforbedret udgave. Denne version af albummet indeholder den originale sporliste samt de tidligere undladet sange fra koncerterne.

#### Disk 1
1. "Ace of Spades" – 3:01
2. "Stay Clean" – 2:50
3. "Metropolis" – 3:31
4. "The Hammer" – 3:05
5. "Iron Horse/Born to Lose" (Taylor, Brown, Lawrence) – 3:58
6. "No Class" – 2:34
7. "Overkill" – 5:13
8. "(We Are) the Road Crew" – 3:31
9. "Capricorn" – 4:40
10. "Bomber" – 3:24
11. "Motorhead" (Lemmy) – 4:47
12. "Over The Top
13. "Shoot You in the Back" – 2:43
14. "Jailbait" – 3:34
15. "Leaving Here" – 2:48
16. "Fire, Fire" – 2:55
17. "Too Late, Too Late" – 3:04
18. "Bite the Bullet/The Chase Is Better than the Catch" – 6:38

#### Disk 2
1. "Ace of Spades" – 2:47
2. "Stay Clean" – 2:54
3. "Metropolis" – 3:46
4. "The Hammer" – 3:01
5. "Capricorn" – 5:00
6. "No Class" – 2:44
7. "(We Are) the Road Crew" – 3:31
8. "Bite the Bullet/The Chase Is Better than the Catch" – 6:07
9. "Overkill" – 4:53
10. "Bomber" – 3:26
11. "Motorhead" (Lemmy) – 5:31

## Fodnoter
1. ↑  allmusic All Music Guide: No Sleep 'Til Hammersmith
2. ↑  Kilmister, Ian Fraser and Garza, Janiss White Line Fever (2002) — Simon & Schuster p. 145. ISBN 0-684-85868-1.
3. ↑  Alan Burridge Illustrated Collector's Guide to Motörhead Published: 1995, Collector's Guide Publishing ISBN 0-9695736-2-6.